# Michael Shinohara
Michael Paul Shinohara (ur. 1989) – guamski zapaśnik walczący w obu stylach. Zajął 37. miejsce na mistrzostwach świata w 2019. Mistrz igrzysk mikronezyjskich w 2018. Sześciokrotny medalista mistrzostw Oceanii w latach 2013 – 2019 roku.